# Кауфенхајм
Кауфенхајм (фр. Kauffenheim) је насеље и општина у Француској у региону Алзас, у департману Доња Рајна.
По подацима из 2011. године у општини је живело 217 становника, а густина насељености је износила 96,87 становника/km².

## Демографија
| 1962. | 1968. | 1975. | 1982. | 1990. | 2011. |
| ----- | ----- | ----- | ----- | ----- | ----- |
| 112   | 120   | 136   | 176   | 202   | 217   |